# Пискулька
Пискулька (лат. Anser erythropus) — птица семейства утиных, мелкий гусь. Название своё получила за писк, издаваемый в полёте.

## Общая характеристика
Пискулька по окраске похожа на белолобого гуся, однако значительно меньше ростом. Также имеет более короткий клюв. Взрослые пискульки имеют большое белое пятно на лбу, которое распространяется почти до макушки головы. Длина тела достигает от 53 до 66 см, размах крыльев — от 120 до 135 см. Масса взрослой птицы от 1,6 до 2,5 кг.

## Распространение
Пискулька гнездится в северной части Евразии на границе с тундрой, в северной тайге и лесотундре. В России она встречается от Кольского полуострова до Анадырского залива. Также встречается на Скандинавском полуострове. Зимует у Чёрного и Каспийского морей, в Венгрии, Румынии, Болгарии, Греции, на Балканском полуострове, в Азербайджане и в Китае
.

## Образ жизни
Пискулька встречается в долинах крупных рек, возле озёр и небольших ручьев, предпочитает полугорный ландшафт. Также селится на островах озёр. Птенцов водит по злаково-осоковым и разнотравным лугам, в кустарниках по берегам водоёмов.

### Питание
Питание пискульки составляет растительная пища. На севере это хвощи, пушица, осока и некоторые злаковые. На зимовках пасётся на полях, поедая люцерну и овес.
Гнездо располагает среди кустарников близ воды. В кладке от 1 до 8 яиц, чаще 4-6. Инкубационный период длится от 25 до 28 дней.

## Пискулька и человек
Основной причиной снижения численности пискулек является охота и, возможно, отравление химикатами на местах зимовок. Пискулька охраняется в Шойнинском заказнике на полуострове Канин, разводится в Московском зоопарке.
Программу восстановления численности пискульки успешно осуществлял «Норильский никель».